# Salma Belhassine

## Biografía
Siendo una niña, Belhassine se dio cuenta y vivió en primera persona las diferencias impuesta (Túnez, 1997) es una activista por los derechos de las mujeres tunecinas por los roles de género asignados de manera tradicional en su propia familia, cuando vio que a su hermano se le ofrecieron mejores oportunidades por el hecho de ser varón.
Estudió en la Facultad de Ciencias de Túnez (2015-2018) y después en la Facultad de Ciencias Jurídicas, Políticas y Sociales de la Universidad deTúnez. Su tesis del máster fin de carrera fue sobre los derechos humanos en la era digital.
Es coordinadora del Programa Nacional en The SecDev Foundation de Túnez y participa en la Cumbre Digital de Mujeres del 
Desde 2017 formó parte del Programa de Liderazgo Juvenil, una iniciativa dirigida por el Programa de las Naciones Unidas para el Desarrollo (PNUD) en colaboración con ONU Mujeres y con el apoyo de la Agencia Sueca de Cooperación Internacional para el Desarrollo (ASDI) y la Fundación del Conocimiento Moham-med Bin Rashid Al Maktoum. La iniciativa trabajó con miles de jóvenes en catorce países de los Estados Árabes para reforzar sus capacidades de liderazgo e innovación.
En 2018 asistió al Foro de la Juventud del Consejo Económico y Social de las Naciones Unidas (ECOSOC) en la sede de la ONU en Nueva York y habló con ONU Mujeres sobre sus esfuerzos para poner fin al acoso sexual en los espacios públicos. Explicó los avances producidos en Túnez sobre la defensa de los derechos de las mujeres y también en la legislación que incluyó una ley contra el acoso sexual, pero que muchas de esas leyes no se aplican.
Ante esta situación, Belhassine, con un equipo de cinco estudiantes universitarias trabajó en el desarrollo de una aplicación móvil llamada SafeNes. En línea con varios de los Objetivos de Desarrollo Sostenible (once: ciudades y comunidades sosteniblea; cinco: igualdad de género y nueve: industria, innovación e infraestructura), para concienciar a la gente y conectar a las víctimas con organizaciones no gubernamentales especializadas. Con esta herramienta se puede denunciar el acoso sexual y además designar a una persona de confianza para acompañarla en lugares donde no se sientan seguras. También se ofrece la ayuda y del asesoramiento jurídico. SafesNes proporciona vídeos tutoriales de defensa personal, mapas con zonas seguras y facilita los procedimientos legales que siguen a una denuncia por acoso sexual.
A finales del 2020 se lanzó la aplicación en Túnez y Marruecos.